# الکس والرا
الکس والرا (اسپانیایی: Alex Valera‎؛ زادهٔ ۱۶ مهٔ ۱۹۹۶) بازیکن فوتبال اهل پرو است.
وی همچنین در تیم ملی فوتبال پرو بازی کرده‌است.